# Rodrigo López (baseball)
Pour les articles homonymes, voir Rodrigo López et López.
Rodrigo López Muñoz (né le 14 décembre 1975 à Tlalnepantla, Estado de Mexico, Mexique) est un lanceur partant droitier de baseball. Il évolue en Ligues majeures de 2000 à 2012.

## Carrière
Les Padres de San Diego de la Ligue nationale de baseball achètent en 1995 le contrat de Rodrigo López d'une équipe mexicaine de Veracruz. Après avoir joué en ligues mineures aux États-Unis, Lopez fait son entrée dans les majeures avec les Padres le 29 avril 2000. Il encaisse trois défaites contre aucune victoire en six départs, affichant une moyenne de points mérités élevée de 8,76.
Après une saison 2001 passée dans les mineures, on revoit Lopez en Ligue majeure en 2002, quelques mois après qu'il a signé comme agent libre un contrat avec les Orioles de Baltimore. Comme lanceur partant des Orioles, il remporte 15 victoires contre 9 défaites au cours de l'année, maintenant une moyenne de points mérités de 3,57. Il s'impose comme l'un des meilleurs joueurs de première année du baseball, mais on lui préfère de justesse Eric Hinske des Blue Jays de Toronto au titre de recrue de l'année de la Ligue américaine.
L'un des lanceurs les plus compétent des Orioles au cours de cette période, Rodrigo Lopez est le lanceur partant de l'équipe au match d'ouverture de la saison en 2003, 2005 et 2006,,.
Après une saison 2003 plus difficile (fiche de 7-10 et moyenne de 5,82), Lopez revient en force avec des campagnes de 14 et 15 victoires au cours des deux années suivantes. En 2005, il mène les majeures pour le nombre de départs, avec 35. En revanche, en 2006, il déçoit avec un dossier de 9-18 et une moyenne de 5,90, et son total de défaites est le plus élevé du baseball.
Le 12 janvier 2007, les Orioles échangent Lopez aux Rockies du Colorado contre les lanceurs Jim Miller et Jason Burch, deux joueurs des ligues mineures. À son retour dans la Nationale, le droitier remporte cinq de ses neuf décisions en 14 départs. En août, il doit subir une opération de type Tommy John, ce qui perturbe sa carrière pour quelques années.
Engagé par les Braves d'Atlanta pour la saison 2008, il passe l'année en ligues mineures. En 2009, il signe une entente des ligues mineures avec les Phillies de Philadelphie. Rappelé du club-école par les Phillies en cours de saison, il remporte trois victoires contre une seule défaite en sept présences au monticule, dont cinq comme lanceur partant.
En décembre 2009, Lopez signe un contrat des ligues mineures avec les Diamondbacks de l'Arizona. Solide au camp d'entraînement avec une moyenne de points mérités de seulement 2,35 en 15 manches et un tiers lancées, il est nommé quatrième lanceur partant de l'équipe au début de la saison 2010. Avec une équipe qui termine dernière dans la division Ouest, Lopez affiche un dossier de 7-16 et une moyenne de points mérités de 5,00 au cours de la saison, terminant en tête de la Nationale dans la colonne des défaites pour un lanceur.
En janvier 2011, il signe un contrat des ligues mineures avec les Braves d'Atlanta mais amorce la saison 2011 au niveau AAA sans jamais être rappelé dans les majeures par les Braves. Ceux-ci l'échangent le 26 mai aux Cubs de Chicago en retour du lanceur Ryan Buchter.. Il remporte 6 victoires contre 6 défaites avec une moyenne de points mérités de 4,42 en 26 matchs joués, dont 16 comme lanceur partant, pour les Cubs en 2011. Il ne joue que quatre parties pour Chicago en 2012. Le 16 janvier 2013, Lopez signe un contrat des ligues mineures avec les Phillies de Philadelphie. Il est libéré par les Phillies le 22 mars, pendant l'entraînement de printemps.
Rodrigo Lopez a joué avec l'équipe du Mexique aux Classiques mondiales de baseball de 2006, 2009 et 2013.
Bien qu'il ait porté les couleurs de deux clubs ayant atteint la Série mondiale (les Rockies de 2007 et les Phillies de 2009), Lopez n'a jamais lancé en séries éliminatoires.